# بهار شاهين
بهار شاهين (بالتركية: Bahar Şahin)‏ ‏(4 مايو 1997 في أنقرة، تركيا -) ممثلة تركية بدأت مسيرتها الفنية عام 2014م، ومن أهم أدوارها جيرين في مسلسل إسطنبول الظالمة.

## أعمالها

### مسلسلات
- تلك حياتي انا بدور موجا
- دورية الثانوية بدور اشيل
- الثروة بدور فرح
- خارج عن القانون بدور انجي
- اسطنبول الظالمة بدور جيرين
- دوران بدور اصلي
- ابتسم لقدرك 2022 بدور أيدا
- أبن القناص بدور سيبال

### أفلام
- أقول اوها بدور ياز
- أصدقاء الطريق الجزئين بدور جيمري
- لعبة جيدة بدور ناز